# Нордика, Лиллиан
Лиллиан Но́рдика (англ. Lillian Nordica; настоящее имя Лиллиан Ален Нортон; 12 декабря 1857 — 10 мая 1914) — американская оперная певица (сопрано). С середины 1880-х годов получила большую известность, став одной из ведущих оперных певиц рубежа веков и неоднократно выступая в крупнейших оперных театрах Европы и Америки и исполняя широкий репертуар ролей в немецких, французских и итальянских операх.

## Биография
Родилась в городе Фармингтон, штат Мэн. Обучалась певческому искусству в консерватории Бостона. Начала петь на сцене в 1876 году, в Европу в первый раз отправилась в 1878 году в составе труппы Гилмора, исполнявшей «Травиату». Тогда же некоторое время училась в Милане под руководством Санджованни.
Под своим псевдонимом Мадам Нордика впервые дебютировала на концерте в Брешиа в 1879 году. После этого имела большой успех и до 1882 года пела в Императорской опере Санкт-Петербурга. В 1882 году вышла замуж за Фредерика Гауэра и временно оставила сцену, но в 1885 году подала на развод (одновременно с этим её бывший муж таинственно исчез — как считалось, погиб в результате крушения воздушного шара) и в 1887 уже вновь появилась на лондонской сцене, а в 1895 — на нью-йоркской. В 1894 году исполняла роль Элизы в «Лоэнгрин» Вагнера. Вновь вышла замуж (за венгерского тенора Домё, игравшего главную роль в «Парсифале» в 1894 году) в 1896 году, но развелась с ним в 1904. В 1909 году вышла замуж за американского банкира Джорджа Янга. Наиболее успешными считаются её партии в операх Вагнера, а также в «Гугенотах» и «Аиде». В 1907—1908 годах она была членом компании «Oscar Hammerstein’s Manhattan Opera Company». В 1912 году она работала в компании «Boston Opera», а затем выступала только с концертами. В 1913 году Лиллиан отправилась в концертный тур по миру.
Умерла в Батавии (современная Джакарта) в результате приступа гипотермии после аварии на пароходе «Tasman» около острова Ява.